# Berg-Baldrian
Der Berg-Baldrian (Valeriana montana) ist eine Pflanzenart aus der Unterfamilie der Baldriangewächse (Valerianoideae), die in den Kalkgebirgen Europas vorkommt.

## Beschreibung
Es handelt sich um eine mehrjährige krautige Pflanze (Hemikryptophyt). Von einer schwach verholzenden, bis 15 cm langen Grundachse, steigen neben sterilen Blattrosetten meist deutlich vielkantige Stängel mit Wuchshöhen zwischen 30 cm und 60 cm auf. 
Die gegenständigen Laubblätter sind ungeteilt und eiförmig bis lanzettlich, seltener sind die oberen Blätter auch dreilappig. Zumindest die unteren Blätter sind ganzrandig. Zwischen den Grundblättern und dem Blütenstand sitzen noch drei bis acht Paare Stängelblätter. Dagegen hat der ähnliche Felsen-Baldrian (Valeriana saxatilis), der meist auch deutlich kleiner ist, noch höchstens ein oder zwei Paare.
An den Stängelenden sitzen reichblütige trugdoldige Blütenstände. Die Blüten sind meist deutlich rosa bis rötlich und nur selten weiß.
Die Chromosomenzahl der Art ist 2n = 32.

## Vorkommen
Man findet die Art in den Hochgebirgen des südlichen und mittleren Europas. Die Nordgrenze ihres Verbreitungsgebietes wird am Nordrand der Alpen erreicht. Sie kommt vor in Portugal, Spanien, Andorra, Frankreich, Schweiz, Deutschland, Italien, Sardinien, Korsika, Österreich, Liechtenstein, Tschechien, Polen, Slowakei, Slowenien, Kroatien, Bosnien-Herzegowina, Montenegro, Serbien, Albanien, Bulgarien, Griechenland, Rumänien und in der Türkei vor.
Diese Art wächst in subalpinen bis alpinen Kalkschuttfluren. Sie kommt ausschließlich auf kalkhaltigen Böden vor. Sie ist eine Verbandscharakterart des Petasition paradoxi und kommt vor allem im Petasitetum paradoxi vor. Seltener findet sie sich auch in Gesellschaften der Verbände Epilobion fleischeri oder Seslerion albicantis.
In den Allgäuer Alpen steigt sie am Südwestabfall des Linkerskopfs in Bayern bis zu 2200 m Meereshöhe auf.
Die ökologischen Zeigerwerte nach Landolt & al. 2010 sind in der Schweiz: Feuchtezahl F = 3+ (feucht), Lichtzahl L = 3 (halbschattig), Reaktionszahl R = 5 (basisch), Temperaturzahl T = 2 (subalpin), Nährstoffzahl N = 2 (nährstoffarm), Kontinentalitätszahl K = 3 (subozeanisch bis subkontinental).

## Taxonomie
Valeriana montana L. hat auch das Synonym: Valeriana montana subsp. hirsuticaulis E. Walth.